# Jonchery-sur-Suippe
Jonchery-sur-Suippe – miejscowość i gmina we Francji, w regionie Grand Est, w departamencie Marna.
Według danych na rok 1990 gminę zamieszkiwały 173 osoby, a gęstość zaludnienia wynosiła 7 osób/km².